# جونيور لويس
جونيور لويس (بالإنجليزية: Junior Lewis)‏ (9 أكتوبر 1973 بويمبلي في المملكة المتحدة - ) هو لاعب كرة قدم بريطاني في مركز الوسط. لعب مع برايتون أند هوف ألبيون وستيفيناغ بوروه وسويندون تاون وليستر سيتي وميلتون كينز دونز ونادي برينتفورد ونادي غيلينغهام ونادي فولهام وهال سيتي ونادي هايز وEdgware & Kingsbury F.C. ‏ ونادي دوفر أتليتيك وHendon F.C. ‏ وWelwyn Garden City F.C. ‏.

## وصلات خارجية
- جونيور لويس على موقع قاعدة بيانات كرة القدم.إي يو (الإنجليزية)
- جونيور لويس على موقع Soccerbase.com (لاعب) (الإنجليزية)
- جونيور لويس على موقع عالم كرة القدم.نت (الإنجليزية)